# 敖博文
敖博文（葡萄牙語：Bruno Pok Man Ngou，1994年10月30日—），澳門植物學家、前男子游泳運動員，多項澳門游泳紀錄保持者。擅長仰泳，曾代表澳門參加多項國際游泳比賽，包括三次世界游泳錦標賽、三次世界游泳短池錦標賽、兩次亞洲運動會、世界大學生運動會及全運會。退役後從事植物研究，期間發表多篇論文，亦是少數在國際期刊《自然》上刊登論文的澳門研究者。

## 簡歷
敖博文中學時就讀於陳瑞祺永援中學，並已開始參與各項游泳賽事。截至2008年，其已兩次刷新兩項澳門紀錄、三次刷新兩項澳門短池紀錄、三次刷新三項13至14歲組分齡紀錄。
2014年參加世界盃遊泳比賽，於4x50米男女混合泳接力項目中，與周文顥、利安琪、黃文慧搭檔，游出1分47秒65，獲得季軍。
2013年-2016年在倫敦帝國理工學院修讀生物系學士學位，畢業後加入植物免疫學領域科學家Jonathan D. G. Jones在塞恩伯斯研究所的研究團隊進行研究工作，期間於亦東安格里亞大學攻讀博士學位，至2020年11月畢業，畢業論文以植物抗病性中效應因子引發免疫的作用和機制為主要研究對象。
2018年代表澳門參加於印尼雅加達舉行的第十八屆亞洲運動會，在兩項單人和三項接力比賽中，率先於男子50米仰泳項目中以26秒53的成績打破澳門紀錄，同時於男子4X100米自由泳接力項目中，與周文顥、林思庄和曹傑搭檔，游出3分29秒97的總成績，同樣打破澳門紀錄。在參加完該運動會後，其正式退役，轉而向植物研究領域發展。
2021年，其以第一作者身份於國際權威期刊《自然》發表論文《細胞表面和細胞內受體對植物免疫的相互增效作用》（Mutual potentiation of plant immunity by cell-surface and intracellular receptors），旨在探析植物在受到外物感染、啟動免疫系統來抵禦侵擾時所涉及的外部和內部兩種受體的聯繫性，成為了少數能在《自然》上刊登論文的澳門研究者。
其於2019年曾到日本理化學研究所進行PIPS項目實習（日本學術振興會實習計劃的一部分），並參與了研究寄生線蟲的項目。後來2021年11月起正式於環境資源科學研究中心以「外國人特別研究員」的身份，從事植物免疫受體的研究。2023年轉為「基礎科學特別研究員」。
2022年，獲得艾琳·曼頓獎。同年，其另一篇有關植物基因組中免疫受體基因庫的協同擴張與收縮的論文被期刊《自然-植物》採納並刊登。

## 主要學術論文
- 2021年
  - Ngou, B.P.M., Ahn, HK., Ding, P. et al. Mutual potentiation of plant immunity by cell-surface and intracellular receptors. Nature 592, 110–115 (2021). https://doi.org/10.1038/s41586-021-03315-7
- 2022年
  - Ngou, B.P.M., Heal, R., Wyler, M. et al. Concerted expansion and contraction of immune receptor gene repertoires in plant genomes. Nat. Plants 8, 1146–1152 (2022). https://doi.org/10.1038/s41477-022-01260-5
  - Bruno Pok Man Ngou, Pingtao Ding, Jonathan D G Jones, Thirty years of resistance: Zig-zag through the plant immune system, The Plant Cell, Volume 34, Issue 5, May 2022, Pages 1447–1478, https://doi.org/10.1093/plcell/koac041
- 2024年
  - Ngou, B.P.M., Wyler, M., Schmid, M.W. et al. Evolutionary trajectory of pattern recognition receptors in plants. Nat Commun 15, 308 (2024). https://doi.org/10.1038/s41467-023-44408-3

## 游泳紀錄
| No.                           | 種類                          | 項目                                                             | 時間                          | 賽事                          |
| 澳門紀錄（截至2023年9月12日） | 澳門紀錄（截至2023年9月12日） | 澳門紀錄（截至2023年9月12日）                                    | 澳門紀錄（截至2023年9月12日） | 澳門紀錄（截至2023年9月12日） |
| ----------------------------- | ----------------------------- | ---------------------------------------------------------------- | ----------------------------- | ----------------------------- |
| 1                             | 長池                          | 男子1500米自由泳                                                 | 17:19.65                      | 第五十三屆澳門公開游泳比賽    |
| 2                             | 短池                          | 男子100米仰泳                                                    | 0:57.88                       | 第五十八屆澳門公開游泳錦標賽  |
| 3                             | 短池                          | 男子200米仰泳                                                    | 17:19.65                      | 第五十四屆澳門公開游泳比賽    |
| 4                             | 長池                          | 男子4X200米自由泳接力 （松森隊－周文顥、鄭永燊、任正文、敖博文） | 8:19.80                       | 第五十八屆澳門公開游泳錦標賽  |

## 外部連結
- 敖博文在ORCID上的頁面 （页面存档备份，存于）
- 由Google学术搜索索引的敖博文出版物
- 敖博文在ResearchGate上发表的出版物
- 敖博文的X（前Twitter）